# میتسوترو واتانابه
میتسوترو واتانابه (انگلیسی: Mitsuteru Watanabe؛ زادهٔ ۱۰ آوریل ۱۹۷۴) بازیکن فوتبال اهل ژاپن است.
از باشگاه‌هایی که در آن بازی کرده‌است می‌توان به باشگاه فوتبال یوکوهاما، باشگاه فوتبال گامبا اوساکا، و باشگاه فوتبال کاشیوا ریسول اشاره کرد.